# Cilícia

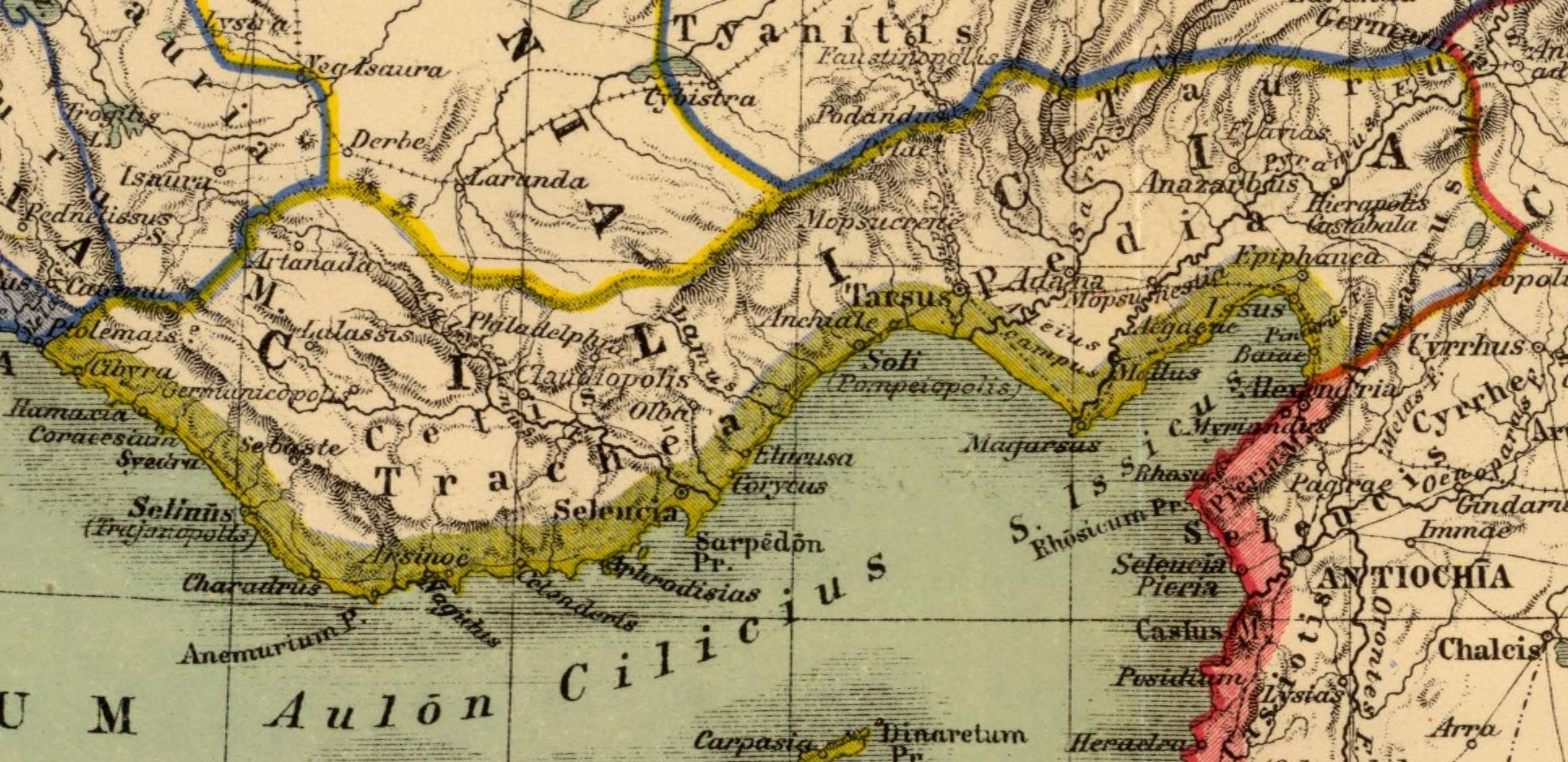
Cilícia num mapa de 1903

Cilícia (em armênio: Կիլիկիա; em grego: Κιλικία; em persa: klkyʾy; em parta: kylkyʾ; em turco: Kilikya) foi uma antiga região na costa sul da Ásia Menor, localizada imediatamente ao sul do platô central da Anatólia no território da moderna Turquia. Grosso modo, ocupava o que é hoje a região do Mediterrâneo da Turquia a oriente da província de Antália, situando-se a sua fronteira ocidental entre as modernas cidades turcas de Gazipaşa e Alânia. Foi organizada como uma entidade política desde a época dos hititas até ao período bizantino. A ilha de Chipre estava separada da Cilícia por uma estreita faixa do Mediterrâneo.

## Geografia
A Cilícia se estende ao longo da costa mediterrânea a partir da Panfília, que está a oeste, até os Montes Amano, que a separava da Síria. Para o norte e leste estavam os Montes Tauro, que a separavam do elevado platô da Anatólia central. A região era entrecortada por um estreito cânion chamado na Antiguidade de Portas da Cilícia. A antiga Cilícia era naturalmente dividida em duas regiões chamadas Cilícia Traqueia e Cilícia Pédias, separadas pelo rio Lamas (Limonlu Çayı). Salamina, uma importante cidade na costa leste de Chipre fazia parte também desta jurisdição. Os gregos inventaram para a Cílicia um epônimo fundador helênico na figura do mitológico Cílix, mas o histórico fundador da dinastia que reinou sobre a Cilícia Pédias era Mopsus, que aparece nas fontes fenícias como Mpš, o fundador de Mopsuéstia que emprestou seu nome para um oráculo nas proximidades. Homero menciona o povo de Mopsus, que podem ser os cilícios, como oriundos da Trôade, na região mais a noroeste da península anatólica.
A Cilícia Traqueia ("Cilícia acidentada"; em grego: Κιλικία Τραχεία; chamada de Hilacu ou Quilacu em assírio), a Cilícia "clássica", é um acidentado distrito montanhoso caracterizado por prolongamentos dos Montes Tauro que geralmente terminam em promontórios rochosos formando pequenas baías naturais, uma característica que transformou a região, na Antiguidade, no abrigo de diversos bandos de piratas, e, na Idade Média, em postos avançados dos genoveses e venezianos. O distrito era cortado pelo rio Calicadno e estava coberta por florestas que eram exploradas por fenícios e egípcios. Em compensação, a região não tinha nenhuma cidade grande.
A Cilícia Pédias ("Cilícia plana"; em grego: Κιλικία Πεδιάς; Kue dos assírios), a leste da Traqueia, contava também com prolongamentos dos Montes Tauro e tinha uma grande planície costeira de um rico solo argiloso conhecido pelos gregos - como Xenofonte, que atravessou a região com seus dez mil mercenários gregos - por sua abundância (euthemia) de gergelim, painço e azeitonas. Ela era famosa também por ter servido de pastagem aos cavalos importados pelo rei Salomão (I Reis 10:28). Muitos de seus locais mais elevados eram fortificados. A planície era cortada por três grandes rios, o Cidno (Tarsus Çay), o rio Saro (Seyhan) e o rio Piramo (Ceyhan), cada um deles carregando para a costa uma enorme quantidade de sedimentos da região desflorestada no interior, enriquecendo suas margens e criando diversos mangues ou pântanos. O Saro atualmente deságua no Mediterrâneo ao sul de Tarso, mas há claros indícios que ele se unia antigamente ao Piramo e os dois juntos corriam para o mar a oeste de Kara-tash. Era através da rica planície de Isso que passava a antiga estrada que ligava o oriente e o ocidente, às margens da qual estavam as grandes cidades de Tarso, no Cidno, Adana, no Saro, e Mopsuéstia no Piramo.

## Antiguidade

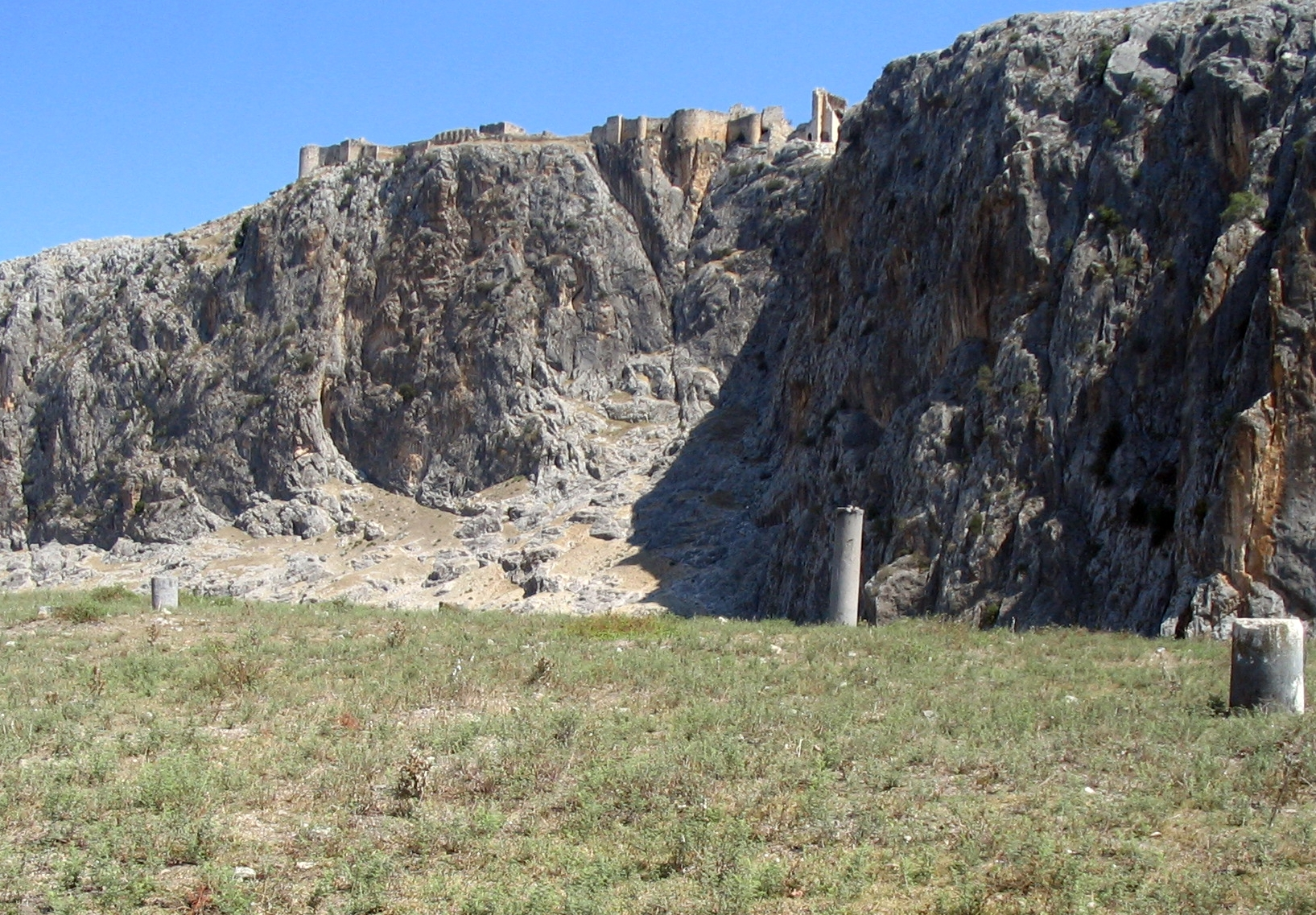
Acrópole de Anazarbo

A Cilícia tem sido permanentemente habitada desde o Neolítico:168–170.
Ela era conhecida como Quizuatena durante o período antigo hitita (2º milênio a.C.) e estava dividida em duas partes, Uru Adaniya ("Cilícia plana"), uma planície bem irrigada por rios e Tarza ("Cilícia acidentada"), a região montanhosa a oeste.
Os cilícios aparecem como Hilacu em inscrições assírias e, na primeira parte do 1º milênio a.C., eram um dos quatro mais poderosos povos da Ásia ocidental. Homero menciona a planície e a chama de "planície Aleiana", o local por onde vagava Belerofonte, mas ele "transferiu" os cilícios muito para o norte e oeste da Anatólia e os fez também aliados de Troia. Segundo ele, a "Cilícia" estaria imediatamente ao sul da Trôade, em frente ao golfo de Adramício. A ligação (se existe alguma) entre esta e a mais conhecida é incerta. Ela foi mencionada na Ilíada e na "Geografia" de Estrabão; suas principais cidades seriam Teba, Lirnesso e Crise. Todas as três teriam sido atacadas e saqueadas por Aquiles durante a Guerra de Troia.
As cidades cilícias, desconhecidas de Homero, ostentavam seus nomes pré-helênicos já na época: Tarzu (Tarso), Ingira (Anquíale), Danuna-Adana, que ainda é chamada assim, Pari (talvez a moderna Misis), Cundu (Cinda e, depois, Anazarbo) e Caratepe (Azatiuataia).

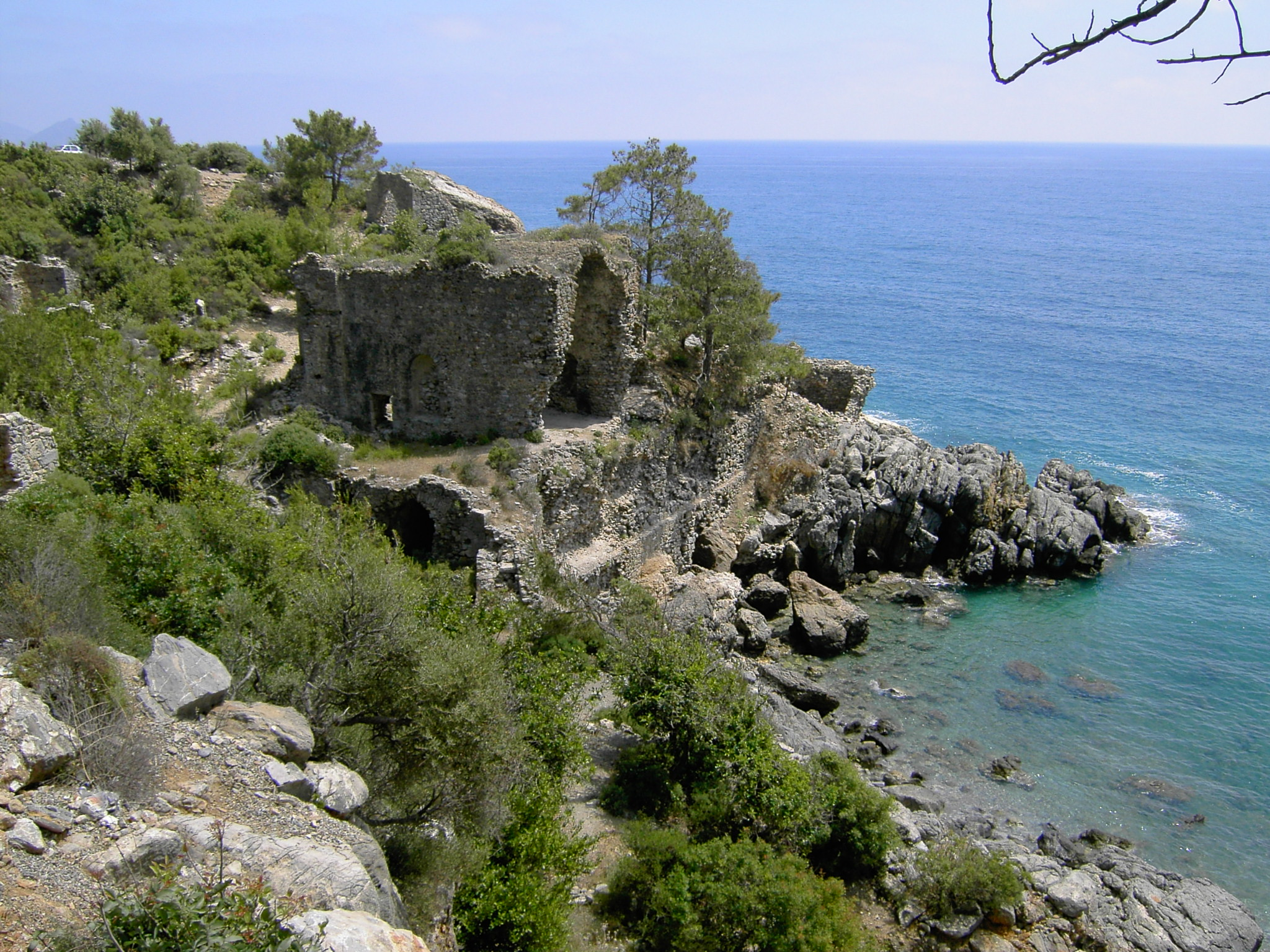
Ruínas de Jotapa (Aitape), entre Gazipaşa e Alânia, situada na extremidade ocidental da Cilícia

Há evidências de que, por volta de 1 650 a.C., os reis hititas Hatusil I e Mursili I conseguiam atravessar livremente o rio Piramo, o que é um bom sinal de que eles controlavam a região na época. Depois da morte de Mursili por volta de 1595, os hurritas conquistaram a região, que ficou livre por dois séculos. O primeiro rei da Cilícia livre, Isputahsu, filho de Pariyawatri, foi reconhecido como "grande rei" em tabletes cuneiformes e nos hieróglifos hititas. Outro registro da origem hitita da Cilícia, um tratado entre Ishputahshu e Telepinu, rei dos hititas, foi relatado tanto em hitita quanto em acadiano.
No século seguinte, o rei cilício Pilliya firmou tratados tanto com o rei Zidanta II dos hititas quanto com Idrimi de Alalaque, que menciona ter atacado diversos alvos militares por toda a Cilícia oriental. Niquemepa, sucessor de Idrimi como rei de Alalaque, chegou a ponto de pedir ajuda a um rival hurrita, Saustatar de Mitani, para conseguir reduzir o poder cilício na região. Ficou aparente muito cedo, porém que o crescente poder hitita logo se mostraria irresistível e a cidade de Quizuatena foi a primeira a cair, ameaçando toda a Cilícia. O rei Sunassura II foi forçado a aceitar a vassalização sob os hititas e tornou-se o último rei da antiga Cilícia.
No século XIII a.C., deu-se um enorme deslocamento de pessoas conforme os povos do mar invadiram a região. Os hurritas que ali moravam rapidamente se mudaram para o nordeste, em direção aos Montes Tauro, assentando-se na região da Capadócia.
No século VIII a.C., a Cilícia foi unificada sob o reinado da dinastia de Mukšuš, que os gregos chamaram de Mopsus e a quem eles creditaram a fundação de Mopsuéstia, mesmo a capital sendo em Adana. E o caráter multicultural da região nesta época aparece nas inscrições bilíngues dos séculos IX e VIII, escritas tanto em luvita (uma língua indo-europeia) quanto no fenício (semítica ocidental).
No século IX a.C., os assírios começaram a conquistar a região e ela foi finalmente anexada ao Império Neoassírio, onde permaneceu até o século VII a.C..

## Império Persa

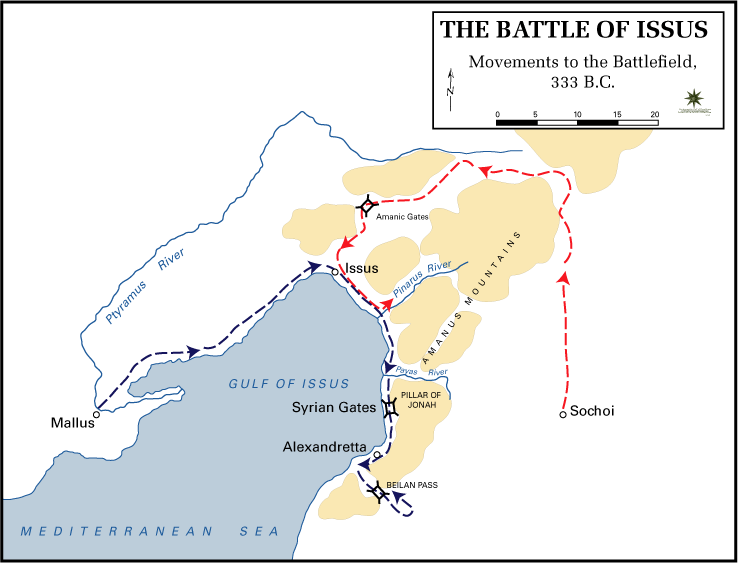
Movimentos dos exércitos persa e macedônico antes da Batalha de Isso, vencida por Alexandre, o Grande, na Cilícia

Durante o domínio do Império Aquemênida, a Cilícia aparentemente era governada por reis nativos pagadores de tributos e que tinham o nome helenizado de "Sienesis"; mas ela foi oficialmente incluída na quarta satrapia por Dario. Xenofonte relata uma rainha e afirma que a grande marcha de Ciro atravessou a região sem enfrentar resistência.
A grande estrada para o ocidente já existia antes de Ciro conquistar a Cilícia. Em seu longo trecho de descida a partir do platô anatólico até chegar em Tarso, ela atravessava um estreito passo entre as paredes de um cânion chamado Portas da Cilícia. Depois de atravessar as colinas a leste do Piramo, ela atravessava um outro portão de tijolos chamado "Demir Kapu" e adentrava a planície de Isso. A partir dali, uma estrada corria para o sul através de outro portão de tijolos até chegar em Alexandreta. De lá, ela atravessava os Montes Amano pela Porta da Síria, o Passo Beilan, chegando finalmente em Antioquia; outra corria para o norte em direção a um portão de tijolos ao sul de Toprak Kale e atravessava os Montes Amano pela Porta da Armênia, o Passo de Baghche, e chegava até a região norte da Síria e o alto Eufrates. Através deste último passo, que aparentemente não era conhecido por Alexandre, Dario cruzou as montanhas antes da Batalha de Isso. Ambos os passos são curtos, fáceis de atravessar e ligam a Cilícia Pédias geograficamente com a Síria e não com a Ásia Menor.

## Alexandre, o Grande
Alexandre atravessou o rio Hális no verão de 333 a.C. e terminou entre o sul da Frígia e a Cilícia. Ele conhecia bem as obras de Xenofonte e como as Portas da Cilícia eram "impassáveis se defendidas por um inimigo". O plano dele era tentar amedrontar seus inimigos com uma demonstração de força e avançar sem combate. Na calada da noite, os gregos atacaram e, pegos de surpresa, os guardas e o sátrapa iniciaram uma fuga para Tarso depois de incendiar as plantações. O plano funcionou e Alexandre e seu exército conseguiram passar ilesos pela Porta e invadiram a Cilícia.
Depois de sua morte, uma longa guerra se seguiu entre os monarcas e reinos helênicos. A Cilícia foi dominada por um tempo pelo Egito de Ptolemeu, mas terminou nas mãos dos selêucidas, que, porém, jamais assumiram controle efetivo da região ocidental (a Traqueia). Durante a época helênica, diversas cidades foram fundadas na região, todas cunhando suas próprias moedas com seus próprios símbolos (deuses, animais e objetos).

## Cilícia romana

Fronteira bizantino-árabe e os principais fortes e passos na Cilícia

A Cilícia Traqueia tornou-se um santuário de piratas durante este período e eles só foram conquistados por Pompeu em 67 a.C. depois da Batalha de Coracésio (a moderna cidade de Alânia). Tarso foi transformada na capital da nova província da Cilícia.
A Cilícia Pédias, por outro lado, foi anexada pelos romanos ainda em 103 a.C., conquistada primeiro por Marco Antônio Orador em sua campanha contra os piratas. O primeiro governador foi Sula, que frustrou uma invasão de Mitrídates. Quando Pompeu conquistou a região, ela foi unida à província da Cilícia, que também contou, por um tempo, com uma parte da Frígia.
Júlio César reorganizou novamente a região em 47 a.C. e, vinte anos depois, a Cilícia tornou-se parte da província da Síria-Cilícia Fenícia. Num primeiro momento, o distrito ocidental foi deixado a cargo de reis nativos (ou sacerdotes hereditários) e um pequeno reino, comandado por Tarcondímoto I, conseguiu se manter independente no oriente. Porém, toda a região foi finalmente anexada à província por Vespasiano em 72. A região era considerada importante o suficiente para ser governada por um procônsul e ostentava 47 cidades.
Durante a reforma de Diocleciano (r. 284–305), por volta de 297, a Cilícia passou a ser governada por um consular (consularis) e foi subordinada à Diocese do Oriente da Prefeitura pretoriana do Oriente. A região exportava um tecido de pelo de cabras, cilicium, com o qual se faziam tendas. Tarso se destacou na época também por ser a cidade natal de São Paulo, tradicionalmente considerado como o autor de 13 dos 27 livros do Novo Testamento.
Depois da divisão do Império Romano, a Cilícia foi herdada pelo Império Bizantino. No século VII, a região foi invadida durante a expansão muçulmana. A região tornou-se, por algum tempo, uma terra de ninguém. Os árabes conseguiram conquistar a região no início do século VIII e, depois, durante o Califado Abássida, a Cilícia foi repovoada e transformada numa região de fronteira fortificada (thughur). Tarso, reconstruída entre 787 e 788, rapidamente tornou-se a maior cidade da região e também a mais importante base árabe para os frequentes raides às terras muçulmanas para além dos Montes Tauro.
Os muçulmanos defenderam com sucesso a região até a conquista do imperador bizantino Nicéforo II Focas (r. 963–969) numa série de campanhas entre 962 e 965. A partir daí, a Cilícia passou a receber um crescente número de armênios, especialmente depois que os bizantinos avançaram pelo Cáucaso no século XI (veja Armênia bizantina).

## Reino Armênio

Reino Armênio da Cilícia

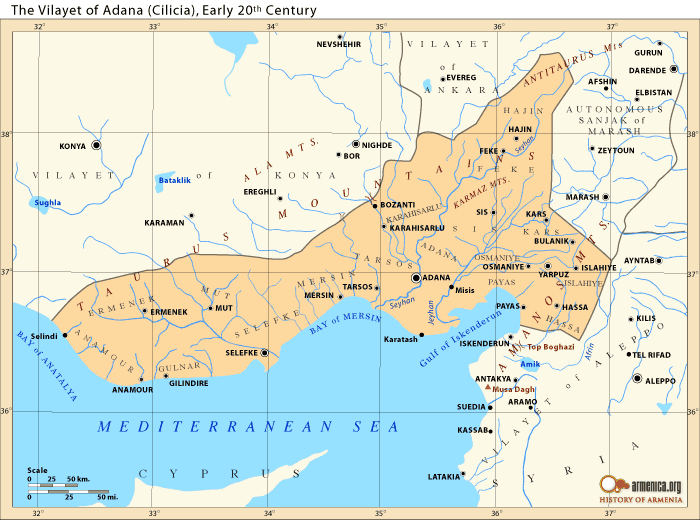
Vilaiete de Adana do Império Otomano

Na época das Cruzadas, a região foi controlada pelo Reino Armênio da Cilícia. As invasões dos turcos seljúcidas na Armênia resultaram numa grande migração de armênios para o território bizantino no ocidente e, em 1080, Ruben, um parente do último rei de Ani, fundou, no coração dos Montes Tauro da Cilícia, um pequeno principado que gradualmente se expandiu para tornar-se o Reino Armênio. Este estado cristão, rodeado por outros muçulmanos e hostis, teve uma turbulente história de quase 300 anos, durante os quais serviu de apoio aos cruzados e tornou-se um valioso parceiro comercial das repúblicas marítimas da Itália.
Constantino I (r. 1095–1100) ajudou os cruzados em sua marcha até Antioquia e foi nomeado cavaleiro e marquês. Toros I (r. 1100–1123), aliado com os príncipes cristãos da Síria, lutou com sucesso contra bizantinos e turcos. Leão II, o Grande (r. 1187–1219) estendeu o reino para além dos Montes Tauro e fundou sua capital em Sis. Ele também ajudou os cruzados, foi coroado rei pelo arcebispo de Mainz e casou-se com uma princesa do reino cruzado em Chipre da casa dos Lusignan.
Hetoum I (r. 1266–1270) aliou-se aos mongóis e enviou seu irmão, Sempad até a corte mongol para se submeter pessoalmente. Os novos aliados então ajudaram a proteger a Cilícia dos mamelucos do Egito até que eles também acabaram se convertendo ao islã. Quando Leão V morreu (1342), João de Lusignan foi coroado rei como Constantino IV, mas ele e seus sucessores alienaram os armênios ao tentar impor os ritos e credos da Igreja Latina na região (a Igreja Apostólica Armênia ainda hoje não está em comunhão com a Igreja Católica) e ao conceder todos os cargos de honra aos "latinos". O reino, desestruturado pelos conflitos internos e sem seus antigos protetores, finalmente sucumbiu aos ataques mamelucos em 1375.
A Cilícia Traqueia foi conquistada pelo Império Otomano no século XV enquanto a Cilícia Pédias só cairia em 1515.

## Império Otomano
No século XV, a Cilícia foi conquistada e foi anexada ao Vilaiete de Adana. A região era uma das mais importantes para os armênios otomanos por ter conseguido preservar bem sua característica armênia ao longo dos anos. Na realidade, as regiões mais altas eram densamente povoadas por camponeses armênios, organizados em pequenas e prósperas vilas ou cidades como Hadjin e Zeitun, duas regiões montanhosas que se mantiveram quase autônomas até o final do século XIX. Nas cidades e portos da planície de Adana, comércio e indústria eram dominados por armênios e permaneceram assim por conta do constante influxo de armênios das terras altas. A população crescia continuamente na Cilícia, o que não acontecia em outras regiões do império, onde ela decrescia por causa da repressão. Mesmo depois de massacres, como o de Adana em 1909, a tendência se mantinha. Durante o Genocídio Armênio em 1915, os armênios de Zeitum organizaram uma vitoriosa resistência contra o impiedoso ataque turco, mas eles também acabaram derrotados depois que uma delegação armênia de Marash foi forçada a pedir que os habitantes da cidade se rendessem.
Entre dezembro de 1918 e outubro de 1921, depois da derrota do Império Otomano na Primeira Guerra Mundial, os franceses passaram a controlar a Cilícia. Pelos termos do Tratado de Sèvres, assinado em 1920, a Cilícia tornar-se-ia um estado armênio independente sob a autoridade francesa. Porém, o tratado jamais teve efeito por causa da Guerra da Independência Turca. Medidas foram tomadas então para repopular a região com armênios e mais de 170 000 refugiados, a maioria de origem cilícia, deveria ser enviados para a Cilícia a partir de suas casas por franceses e britânicos. Os armênios formaram a União Nacional Armênia, que atuava como um governo armênio extra-oficial, composto pelos quatro grandes partidos políticos e pelas três grandes denominações religiosas armênias. Porém, as rivalidades entre franceses e britânicos e as incursões kemalistas destruíram as aspirações armênias na Cilícia. Em 21 de outubro de 1921, a França assinou o Tratado de Ankara com os revolucionários kemalistas e deixou a Cilícia para a Turquia.
As modernas províncias turcas de Mersin, Adana e Osmaniye, bem como a extremidade oriental da província de Antália, estão localizadas na antiga Cilícia.